# Love Me (Elvis Presley)
Love Me è un brano musicale composto da Jerry Leiber e Mike Stoller e reso celebre da Elvis Presley nel 1956.

## Il brano
Concepita come una parodia della musica country & western, la canzone venne originariamente incisa dal duo R&B Willy & Ruth nel 1954 (n° cat. Spark 105), guadagnandosi una recensione sul numero di Billboard del 14 agosto. Il disco venne presto seguito da altre versioni del pezzo da parte di Georgia Gibbs, Connie Russell, Billy Eckstine, Kay Brown, The Four Escorts, The Billy Williams Quartet, The Woodside Sisters, The DeMarco Sisters, e Jimmie Rodgers Snow. Molte di queste versioni furono ben accolte dal pubblico, ma nessuna si rivelò un vero e proprio successo.
Elvis Presley registrò la canzone il 1º settembre 1956 per l'inclusione nel suo secondo album, Elvis (RCA Victor, LPM-1382), pubblicato il 19 ottobre. La traccia venne anche inserita sull'EP Elvis Vol. 1 (RCA Victor, EPA-992). La versione di Presley salì fino alla seconda posizione nella classifica Billboard Hot 100 negli Stati Uniti. Love Me ottenne anche la settima posizione nella classifica R&B. Tuttavia, all'epoca il brano non venne pubblicato su 45 giri per evitare confusione con Love Me Tender, altra celebre ballata sentimentale di Presley. Elvis eseguì Love Me nel corso della sua apparizione all'Ed Sullivan Show del 28 ottobre 1956; e riprese in seguito la canzone in occasione del Comeback Special del 1968, per poi riproporla nel corso dei suoi numerosi concerti negli anni settanta.

## Cover
- Johnny Burnette incise Love Me nel 1960, in una versione simile a quella di Presley, includendola nell'album Dreamin'  (Liberty LST 7179) e pubblicandola su singolo come lato B della title track.[4]

- Il musicista country Davis Daniel nel 1991 sull'album Fighting Fire with Fire.

- Engelbert Humperdinck incluse la sua versione del brano nell'album Definition of Love del 2003.

- Il gruppo country The Little Willies reinterpretò il brano nell'album The Little Willies del 2006.

- Una versione dal vivo della canzone venne pubblicata da Billy "Crash" Craddock sull'album live del 2009 Live -n- Kickin'.

## Riferimenti in altri media
- Nel film Cuore selvaggio di David Lynch, il personaggio di Sailor Ripley (interpretato da Nicolas Cage) canta la canzone in un bar dedicandola alla sua amata.

- Love Me venne inclusa nel musical Smokey Joe's Cafe, in medley con Don't, altro brano di Elvis.
- Nell'episodio 21 della quinta stagione di Hawaii Five-0, Jorge Garcia canta una versione di Love Me in un tributo a Elvis.